# Rafael Leonardo Callejas Romero
Rafael Leonardo Callejas Romero   (Tegucigalpa, 14 de novembre de 1943 - Atlanta, 4 d'abril de 2020), més conegut com a Rafael Callejas, fou un economista, polític i dirigent esportiu hondureny. Va ser ministre de Recursos Naturales (1975-1980), President d'Hondures (1990-1994) i President de la Federació Nacional Autònoma de Futbol d'Hondures (2002-2015).
Va ser nomenat Doctor Honoris Causa per la Universitat de l'Estat de Mississipi (1989) i per la Universitat de Guadalajara (1993).
A finals de 2015 va ser acusat de corrupció pel Departament de Justícia dels Estats Units en el conegut com a Cas Fifagate. Estats Units va demanar la seva extradició, però Callejas es va lliurar voluntàriament a les autoritats nord-americanes abans que el govern hondureny es pronunciés al respecte. Es va declarar innocent i va ser deixat en llibertat sota fiança de 4 milions d'US$, dels quals 810.000 en efectiu, retirada de passaport i arrest domiciliari a l'espera de judici.
El març de 2016, es va declarar culpable dels delictes d'associació il·lícita i frau electrònic. La sentència definitiva, que s'havia ajornat diverses vegades, va ser programada per a l'11 de maig de 2020. El desembre de 2016, va ser inhabilitat pel Comitè d'Ètica de la FIFA per haver infringit diversos articles del codi ètic.
El 4 d'abril de 2020, a l'espera de sentència i malalt de leucèmia, Rafael Callejas va morir a Atlanta d'una aturada cardíaca.

## Trajectòria
Rafael Callejas va cursar els estudis elementals a l'American School of Tegucigalpa i els estudis secundaris al Instituto San Francisco de Comayagüela. Posteriorment es va traslladar a Mississipi (Lousiana) on va cursar estudis superiors a la Universitat de l'Estat de Mississipi. El 1966 es va graduar en Economia Agricola i, el 1967, va cursar una diplomatura sobre desenvolupament agrícola a l'institut de ciències socials de La Haia.
Del 1967 al 1961, durant el mandat del general Oswaldo López Arellano, Rafael Callejas va exercir de planificador en cap del sector agropecuari del Consell Superior de Planificación Económica. Del 1972 al 1975, durant el segon mandat de López Arellano, va exercir els càrrecs de subsecretari i secretari d'estat i, del 75 al 80, va ser ministre de Recursos Naturales. Com a titular del ministeri va presidir la junta directiva del Banco Nacional de Desarrollo Agrícola (BANADESA) i del Instituto Hondureño de Mercadeo Agrícola (IHMA).
Del 1980 al 1981, Callejas va ser diputat a la Asamblea Nacional Constituyente i president del comitè central del Partido Nacional de Honduras (PNH). Més endavant va crear el Movimiento Nacional Rafael Callejas (MONARCA) per afrontar la seva aposta presidencial. El 1985, Callejas es va presentar a les elecciones presidencials i, tot i haver obtingut el número més gran de vots, va ser el liberal Azcona Hoyo qui va obtenir la presidència perquè no es complia estrictament el que estava escrit a la constitució sota les amenaces de l'anterior president, Roberto Suazo Córdova, de perpetuar-se en el poder. Callejas va acceptar aquesta maniobra anticonstitucional per no posar en perill la recent restauració de la democràcia.
El 1989, Callejas es va tornar a presentar a les eleccions presidencials com a candidat del PNH i màxim líder del corrent intern Moviment Nacional Rafael Callejas (Monarca). Amb el 52% dels vots en enfront del 43% dels liberals, Callejas va guanyar les eleccions presidencials i, del 90 al 94, va exercir com a president constitucional d'Hondures.

### President d'Hondures (1990-1994)
De 1990 a 1994, Rafael Callejas va exercir la presidència d'Hondures. Va rebre un país immers en una greu crisi econòmica i, el març de 1990, va declarar el país en bancarrota i va presentar al Congreso Nacional un paquet de lleis anomenat Medidas del Ordenamiento Económico, basades en el model econòmic neoliberal. Les mesures, que havien estat recomanades pel Fons Monetari Internacional (FMI), van ser rebatejades com a Ordenamiento Estructural de la Economia.
Els primers mesos de govern van tenir una forta contestació social amb agitació al carrer i vagues sectorials convocades per organitzacions sindicals molt combatives, però Callejas va sanejar l'economia, va recuperar l'assistència financera internacional i va aconseguir que Washington, el setembre de 1991, condonés a Hondures 430 milions d'US$ de deute bilateral.
Va acabar el seu mandat amb acusacions d'haver utilitzat per a despeses privades fons d'un compte del Banc Central d'Hondures. Un compte especial que ell mateix havia creat per a captar fons de Texaco i Gas Caribe per a finançar la Comisión del Petroleo. Deu anys després, Callejas va ser exonerat d'aquestes acusacions.

### President de la FENAFUTH (2002-2015)
Rafael Callejas va exercir el càrrec de president de la Federació Nacional Autònoma de Futbol d'Hondures (FENAFUTH) durant tretze anys i va formar part del Comitè de Màrqueting i Televisió de la Federació Internacional de Futbol Associació (FIFA). Sota el seu mandat, la selecció nacional d'Hondures es va classificar pels mundials de Sud-àfrica 2010 i Brasil 2014. El primer d'agost de 2015 va ser substituït en el càrrec per Alfredo Hawit, que havia estat elegit durant el XXX Congrés OrdinarI de la Fenafuth del 21 de març de 2015.

## Fifagate
El 3 de desembre de 2015, Rafael Callejas va ser un dels setze acusats addicionals per la justícia estatunidenca en la segona gran relació d'implicats en el denominat Cas Fifagate. Se l'acusava dels delictes de frau i associació il·lícita.
El 15 de desembre de 2015, Rafael Callejas es va lliurar voluntàriament a les autoritats nord-americanes abans que la justícia hondurenya es pronunciés sobre la seva extradició als Estats Units. Va viatjar en avió privat a Miami on va ser detingut per la policia i traslladat a Nova York. Va ser posat en llibertat sota fiança de quatre milions d'US$, dels quals 810.000 en efectiu, retirada de passaport i arrest domiciliari a l'espera de judici.
El 28 de març de 2016, Rafael Callejas es va declarar culpable de conspiració per a delinquir i frau electrònic. Segons la fiscalia de Brooklyn (Nova York), Callejas hauria acceptat centenars de milers de dòlars en suborns a canvi d'exercir la seva influència com a president de la Fenafuth per adjudicar contractes a Media World, una empresa de màrqueting esportiu radicada a l'estat de Florida, pels drets dels partits classificatoris de la selecció d'Hondures per a les edicions dels Mundials de 2018 i 2022.
El 19 de desembre de 2016, el Comitè d'Ètica de la FIFA el va inhabilitar a perpetuïtat per a exercir qualsevol activitat relacionada amb el món del futbol per considerar-lo culpable d'haver infringit els articles 13 (regles generals de conducta), 15 (lleialtat), 18 (obligació de denunciar i cooperar), 19 (conflicte d'interessos) i 21 (suborn i corrupció) del codi ètic de la Fifa.
La sentència definitiva estava programada pel divuit de juny de 2019, però a petició de la defensa i la fiscalia, la jutge Pamela K. Chen va ajornar-la fins al dos d'octubre de 2019 primer i, posteriorment, es va reprogramar per a l'11 de maig de 2020.
Rafael Callejas, que complia arrest domiciliari a la ciutat d'Atlanta, estat de Geòrgia, a l'espera de la sentència definitiva pels delictes que havia admès relacionats amb el cas Fifagate, va morir d'una aturada cardíaca el 4 d'abril de 2020.